# .ga
.ga (Gabão) é o código TLD (ccTLD) na Internet para o Gabão.